# Ascanio Filomarino
Ascanio Filomarino (Nápoles, 1583-ib., 3 de noviembre de 1666) fue un cardenal italiano.

## Biografía
Doctorado en leyes por la universidad de Benevento, en 1616 viajó a Roma acompañando a su pariente Ladislao d'Aquino, donde se hizo familiar del cardenal Maffeo Barberini, quien tras su ascenso a la silla de Roma lo nombró su camarero, maestro de cámara de su sobrino Francesco Barberini y canónigo de la Basílica Liberiana.
En 1629 viajó a España en calidad de nuncio para entregar las fajas benditas al recién nacido príncipe de Asturias Baltasar Carlos de Austria, lo que le valió que el padre de este, Felipe IV, lo propusiera para arzobispo de Salerno, dignidad a la que Filomarino renunció.
En el consistorio del 16 de diciembre de 1641 fue creado cardenal, y al mismo tiempo nombrado arzobispo de Nápoles; tomó posesión de la archidiócesis en enero del año siguiente, recibiendo el capelo y el título de Santa María in Ara Coeli en febrero; en su condición de cardenal participó en los cónclaves en los que resultaron elegidos los papas Inocencio X y Alejandro VII.  
Durante su arzobispado tuvo lugar la revuelta popular encabezada por Masaniello contra las autoridades virreinales españolas, en la que Filomarino intervino como mediador entre ambas partes, la instauración de la república napolitana y la epidemia de peste de 1656.
Muerto en Nápoles a los 83 años de edad, fue enterrado en la catedral de esta misma ciudad.
| Predecesor: Francesco Boncompagni | Arzobispo de Nápoles Diciembre de 1641-noviembre de 1666 | Sucesor: Innico Caracciolo |